# Archipines intricata
Archipines intricata is een keversoort uit de familie zwamkevers (Endomychidae). De wetenschappelijke naam van de soort werd in 1899 gepubliceerd door Henry Stephen Gorham.